# كايتشي إيشيتاني
كايتشي إيشيتاني (باليابانية: 石谷 吾一) (6 يوليو 1979 في كاغوشيما في اليابان – )؛ هو لاعب كرة قدم ياباني سابق كان يلعب كمهاجم.

## وصلات خارجية
- كايتشي إيشيتاني على موقع رابطة كرة القدم اليابانية للمحترفين (اليابانية)